# Eisbärengruppe

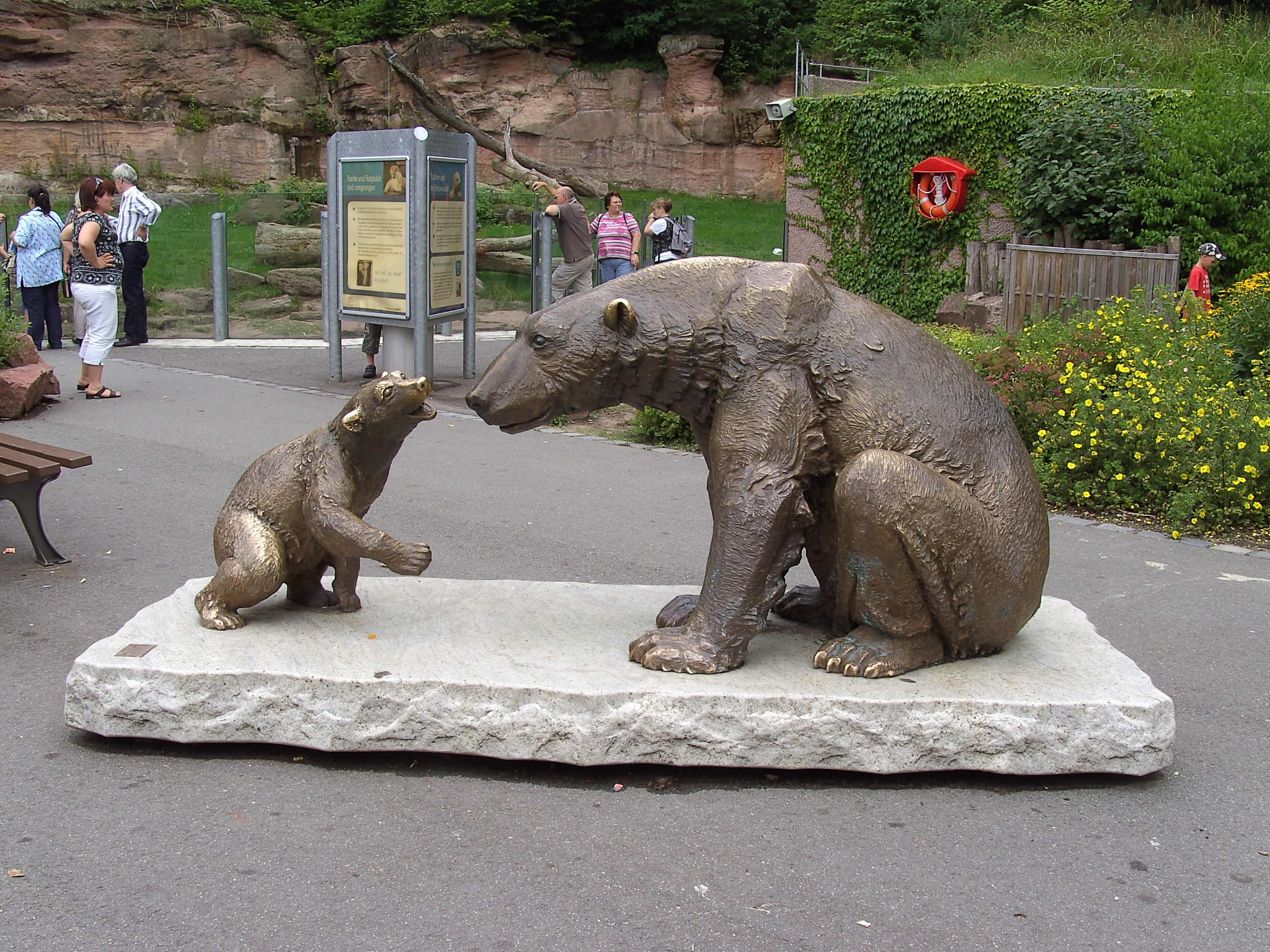
Josef Tabachnyk:
Eisbären-Skulptur im Nürnberger Tiergarten, 2007

Die Eisbärengruppe ist eine lebensgroße Tierplastik aus Bronze im Aquapark des Tiergartens der Stadt Nürnberg.
Die Gruppe besteht aus einer Eisbärenmutter mit ihrem Jungtier in spielerischer Pose, die auf einer flachen Platte aus hellem Granit, die an eine Eisscholle erinnert, aufgesockelt sind. Die Gruppe wurde von dem Bildhauer Josef Tabachnyk geschaffen und ist seit 2007 im Tiergarten installiert. Die Maße der Eisbärengruppe sind 120 × 240 × 90 cm.
Seit November 2010 gibt es eine weitere Bärenplastik desselben Künstlers im Eingangsbereich des Tiergartens, ebenfalls aus Bronze. Sie zeigt einen auf dem Rücken liegenden Braunbären, der mit einer Schnecke spielt. 